# بمهریه
بمهریه (به عربی: بمهریه) یک منطقهٔ مسکونی در لبنان است که در استان جبل لبنان واقع شده‌است.

## خصوصیات
بمهریه ۲۳٫۶ کیلومترمربع مساحت دارد.